# Jonathan Pearson
Jonathan Pearson (13 gennaio 1987) è un ex calciatore maltese, di ruolo difensore.

## Carriera

### Club
In carriera ha giocato sette partite di qualificazione alle coppe europee, due per la Champions League e cinque per l'Europa League, tutte con l'Hibernians.

## Palmarès

### Club

#### Competizioni nazionali
- Campionato maltese: 1

Hibernians: 2014-2015
- Coppa di Malta: 2

Hibernians: 2011-2012, 2012-2013
- Supercoppa di Malta: 1

Hibernians: 2015